# Freddy Rincón
Freddy Eusébio Gustavo Rincón Valencia (Buenaventura, 14 agosto 1966 – Cali, 13 aprile 2022) è stato un calciatore e allenatore di calcio colombiano, di ruolo centrocampista.

## Caratteristiche tecniche

### Giocatore
Era un centrocampista veloce e forte fisicamente, con tocco di palla felpato, abile a inserirsi in fase offensiva. Non si è mai saputo quale fosse il suo ruolo preciso perché stazionava in mezzo al campo: è stato impiegato come mezzala d’attacco, tornante all’occorrenza, regista avanzato e seconda punta.

## Carriera

### Giocatore

#### Club
Iniziò la carriera, nel 1986, nell'Atlético Buenaventura; in seguito giocò con le maglie dell'Ind. Santa Fe, América de Cali, Palmeiras, Napoli, Real Madrid, Corinthians, Santos, e Cruzeiro.

#### Nazionale
Con la nazionale colombiana, Rincón ha segnato 17 gol in 84 gare disputate ed è stato convocato per i campionati mondiali del 1990, 1994 e 1998. Da menzionare un suo gol segnato alla Germania, a Milano, durante i mondiali del 1990.

### Allenatore
Dopo il ritiro dal calcio giocato, ha allenato Iraty, São Bento e São José.

### Dopo il ritiro
Nel 2015 venne ricercato dall'Interpol, indagato per riciclaggio di denaro sporco a Panama e per aver acquistato a suo nome, ma con i soldi del boss del narcotraffico Pablo Rayo Montano, diverse proprietà.
L'11 aprile 2022 fu coinvolto in un incidente stradale e venne ricoverato in terapia intensiva presso l'Imbanaco Clinic di Cali con una grave lesione cerebrale traumatica, per la quale fu operato con prognosi riservata, ma morì due giorni dopo per le gravi ferite riportate, all'età di 55 anni.

## Statistiche

### Cronologia presenze e reti in nazionale
| Cronologia completa delle presenze e delle reti in nazionale ― Colombia | Cronologia completa delle presenze e delle reti in nazionale ― Colombia | Cronologia completa delle presenze e delle reti in nazionale ― Colombia | Cronologia completa delle presenze e delle reti in nazionale ― Colombia | Cronologia completa delle presenze e delle reti in nazionale ― Colombia | Cronologia completa delle presenze e delle reti in nazionale ― Colombia | Cronologia completa delle presenze e delle reti in nazionale ― Colombia | Cronologia completa delle presenze e delle reti in nazionale ― Colombia |
| Data                                                                    | Città                                                                   | In casa                                                                 | Risultato                                                               | Ospiti                                                                  | Competizione                                                            | Reti                                                                    | Note                                                                    |
| ----------------------------------------------------------------------- | ----------------------------------------------------------------------- | ----------------------------------------------------------------------- | ----------------------------------------------------------------------- | ----------------------------------------------------------------------- | ----------------------------------------------------------------------- | ----------------------------------------------------------------------- | ----------------------------------------------------------------------- |
| 2-2-1990                                                                | Miami                                                                   | Colombia                                                                | 0 – 2                                                                   | Uruguay                                                                 | Marlboro Cup 1990 (Miami) - Semifinale                                  | -                                                                       |                                                                         |
| 4-2-1990                                                                | Miami                                                                   | Stati Uniti                                                             | 1 – 1 dts (8 – 9 dtr)                                                   | Colombia                                                                | Marlboro Cup 1990 (Miami) - Finale 3º posto                             | -                                                                       | 46’                                                                     |
| 20-2-1990                                                               | Los Angeles                                                             | Colombia                                                                | 0 – 0 dts (4 – 2 dtr)                                                   | Unione Sovietica                                                        | Marlboro Cup 1990 (Los Angeles) - Semifinale                            | -                                                                       |                                                                         |
| 17-4-1990                                                               | Los Angeles                                                             | Messico                                                                 | 2 – 0                                                                   | Colombia                                                                | Amichevole                                                              | -                                                                       | Uscita                                                                  |
| 22-4-1990                                                               | Miami                                                                   | Stati Uniti                                                             | 0 – 1                                                                   | Colombia                                                                | Amichevole                                                              | -                                                                       |                                                                         |
| 4-5-1990                                                                | Chicago                                                                 | Colombia                                                                | 2 – 1                                                                   | Polonia                                                                 | Marlboro Cup 1990 (Chicago) - Semifinale                                | -                                                                       |                                                                         |
| 26-5-1990                                                               | Il Cairo                                                                | Egitto                                                                  | 1 – 1                                                                   | Colombia                                                                | Amichevole                                                              | 1                                                                       | Ingresso                                                                |
| 2-6-1990                                                                | Budapest                                                                | Ungheria                                                                | 3 – 1                                                                   | Colombia                                                                | Amichevole                                                              | 1                                                                       |                                                                         |
| 9-6-1990                                                                | Bologna                                                                 | Colombia                                                                | 2 – 0                                                                   | Emirati Arabi Uniti                                                     | Mondiali 1990 - 1º turno                                                | -                                                                       |                                                                         |
| 14-6-1990                                                               | Bologna                                                                 | Jugoslavia                                                              | 1 – 0                                                                   | Colombia                                                                | Mondiali 1990 - 1º turno                                                | -                                                                       | 68’                                                                     |
| 19-6-1990                                                               | Milano                                                                  | Germania Ovest                                                          | 1 – 1                                                                   | Colombia                                                                | Mondiali 1990 - 1º turno                                                | 1                                                                       |                                                                         |
| 23-6-1990                                                               | Napoli                                                                  | Camerun                                                                 | 2 – 1 dts                                                               | Colombia                                                                | Mondiali 1990 - Ottavi di finale                                        | -                                                                       |                                                                         |
| 29-1-1991                                                               | Miami                                                                   | Messico                                                                 | 0 – 0 (5 – 4 dtr)                                                       | Colombia                                                                | Amichevole                                                              | -                                                                       | 58’                                                                     |
| 3-2-1991                                                                | Miami                                                                   | Colombia                                                                | 2 – 3                                                                   | Svizzera                                                                | Miami Cup 1991                                                          | 1                                                                       |                                                                         |
| 5-6-1991                                                                | Solna                                                                   | Svezia                                                                  | 2 – 2                                                                   | Colombia                                                                | Amichevole                                                              | 1                                                                       |                                                                         |
| 25-6-1991                                                               | San José                                                                | Costa Rica                                                              | 0 – 1                                                                   | Colombia                                                                | Amichevole                                                              | -                                                                       |                                                                         |
| 7-7-1991                                                                | Valparaíso                                                              | Colombia                                                                | 1 – 0                                                                   | Ecuador                                                                 | Coppa America 1991 - 1º turno                                           | -                                                                       |                                                                         |
| 11-7-1991                                                               | Viña del Mar                                                            | Colombia                                                                | 0 – 0                                                                   | Bolivia                                                                 | Coppa America 1991 - 1º turno                                           | -                                                                       |                                                                         |
| 13-7-1991                                                               | Viña del Mar                                                            | Colombia                                                                | 2 – 0                                                                   | Brasile                                                                 | Coppa America 1991 - 1º turno                                           | -                                                                       | 75’                                                                     |
| 15-7-1991                                                               | Viña del Mar                                                            | Uruguay                                                                 | 1 – 0                                                                   | Colombia                                                                | Coppa America 1991 - 1º turno                                           | -                                                                       |                                                                         |
| 17-7-1991                                                               | Santiago del Cile                                                       | Cile                                                                    | 1 – 1                                                                   | Colombia                                                                | Coppa America 1991 - Girone finale                                      | -                                                                       |                                                                         |
| 19-7-1991                                                               | Santiago del Cile                                                       | Brasile                                                                 | 2 – 0                                                                   | Colombia                                                                | Coppa America 1991 - Girone finale                                      | -                                                                       |                                                                         |
| 21-7-1991                                                               | Santiago del Cile                                                       | Argentina                                                               | 2 – 1                                                                   | Colombia                                                                | Coppa America 1991 - Girone finale                                      | -                                                                       | 46’                                                                     |
| 31-7-1992                                                               | Los Angeles                                                             | Stati Uniti                                                             | 0 – 1                                                                   | Colombia                                                                | Amistad Cup 1992                                                        | -                                                                       |                                                                         |
| 2-8-1992                                                                | Los Angeles                                                             | Messico                                                                 | 0 – 0                                                                   | Colombia                                                                | Amistad Cup 1992                                                        | -                                                                       |                                                                         |
| 24-3-1993                                                               | San Cristóbal                                                           | Venezuela                                                               | 0 – 0                                                                   | Colombia                                                                | Amichevole                                                              | -                                                                       |                                                                         |
| 31-3-1993                                                               | Medellín                                                                | Colombia                                                                | 4 – 1                                                                   | Costa Rica                                                              | Amichevole                                                              | -                                                                       | 57’                                                                     |
| 30-5-1993                                                               | Santiago del Cile                                                       | Cile                                                                    | 1 – 1                                                                   | Colombia                                                                | Amichevole                                                              | -                                                                       |                                                                         |
| 6-6-1993                                                                | Bogotà                                                                  | Colombia                                                                | 1 – 0                                                                   | Cile                                                                    | Amichevole                                                              | -                                                                       |                                                                         |
| 16-6-1993                                                               | Machala                                                                 | Colombia                                                                | 2 – 1                                                                   | Messico                                                                 | Coppa America 1993 - 1º turno                                           | -                                                                       |                                                                         |
| 20-6-1993                                                               | Machala                                                                 | Colombia                                                                | 1 – 1                                                                   | Bolivia                                                                 | Coppa America 1993 - 1º turno                                           | -                                                                       |                                                                         |
| 23-6-1993                                                               | Guayaquil                                                               | Colombia                                                                | 1 – 1                                                                   | Argentina                                                               | Coppa America 1993 - 1º turno                                           | 1                                                                       | 49’                                                                     |
| 1-7-1993                                                                | Guayaquil                                                               | Argentina                                                               | 0 – 0 (6 – 5 dtr)                                                       | Colombia                                                                | Coppa America 1993 - Semifinale                                         | -                                                                       |                                                                         |
| 3-7-1993                                                                | Portoviejo                                                              | Ecuador                                                                 | 0 – 1                                                                   | Colombia                                                                | Coppa America 1993 - Finale 3º posto                                    | -                                                                       |                                                                         |
| 1-8-1993                                                                | Barranquilla                                                            | Colombia                                                                | 0 – 0                                                                   | Paraguay                                                                | Qual. Mondiali 1994                                                     | -                                                                       |                                                                         |
| 8-8-1993                                                                | Lima                                                                    | Perù                                                                    | 0 – 1                                                                   | Colombia                                                                | Qual. Mondiali 1994                                                     | 1                                                                       |                                                                         |
| 15-8-1993                                                               | Barranquilla                                                            | Colombia                                                                | 2 – 1                                                                   | Argentina                                                               | Qual. Mondiali 1994                                                     | -                                                                       |                                                                         |
| 22-8-1993                                                               | Asunción                                                                | Paraguay                                                                | 1 – 1                                                                   | Colombia                                                                | Qual. Mondiali 1994                                                     | 1                                                                       |                                                                         |
| 29-8-1993                                                               | Barranquilla                                                            | Colombia                                                                | 4 – 0                                                                   | Perù                                                                    | Qual. Mondiali 1994                                                     | 1                                                                       |                                                                         |
| 5-9-1993                                                                | Buenos Aires                                                            | Argentina                                                               | 0 – 5                                                                   | Colombia                                                                | Qual. Mondiali 1994                                                     | 2                                                                       |                                                                         |
| 3-6-1994                                                                | Boston                                                                  | Colombia                                                                | 2 – 0                                                                   | Irlanda del Nord                                                        | Amichevole                                                              | -                                                                       |                                                                         |
| 5-6-1994                                                                | East Rutherford                                                         | Colombia                                                                | 2 – 0                                                                   | Grecia                                                                  | Amichevole                                                              | 1                                                                       | 16’                                                                     |
| 18-6-1994                                                               | Pasadena                                                                | Romania                                                                 | 3 – 1                                                                   | Colombia                                                                | Mondiali 1994 - 1º turno                                                | -                                                                       |                                                                         |
| 22-6-1994                                                               | Pasadena                                                                | Stati Uniti                                                             | 2 – 1                                                                   | Colombia                                                                | Mondiali 1994 - 1º turno                                                | -                                                                       |                                                                         |
| 26-6-1994                                                               | San Francisco                                                           | Colombia                                                                | 2 – 0                                                                   | Svizzera                                                                | Mondiali 1994 - 1º turno                                                | -                                                                       |                                                                         |
| 17-6-1995                                                               | Piscataway                                                              | Colombia                                                                | 1 – 0                                                                   | Nigeria                                                                 | U.S. Cup 1995                                                           | -                                                                       | 46’                                                                     |
| 21-6-1995                                                               | Washington                                                              | Messico                                                                 | 0 – 0                                                                   | Colombia                                                                | U.S. Cup 1995                                                           | -                                                                       | 68’                                                                     |
| 25-6-1995                                                               | Piscataway                                                              | Stati Uniti                                                             | 0 – 0                                                                   | Colombia                                                                | U.S. Cup 1995                                                           | -                                                                       |                                                                         |
| 7-7-1995                                                                | Rivera                                                                  | Perù                                                                    | 1 – 1                                                                   | Colombia                                                                | Coppa America 1995 - 1º turno                                           | -                                                                       |                                                                         |
| 10-7-1995                                                               | Rivera                                                                  | Colombia                                                                | 1 – 0                                                                   | Ecuador                                                                 | Coppa America 1995 - 1º turno                                           | 1                                                                       | Ammonizione                                                             |
| 13-7-1995                                                               | Rivera                                                                  | Brasile                                                                 | 3 – 0                                                                   | Colombia                                                                | Coppa America 1995 - 1º turno                                           | -                                                                       |                                                                         |
| 16-7-1995                                                               | Montevideo                                                              | Colombia                                                                | 1 – 1 (5 – 4 dtr)                                                       | Paraguay                                                                | Coppa America 1995 - Quarti di finale                                   | 1                                                                       |                                                                         |
| 19-7-1995                                                               | Montevideo                                                              | Uruguay                                                                 | 2 – 0                                                                   | Colombia                                                                | Coppa America 1995 - Semifinale                                         | -                                                                       |                                                                         |
| 22-7-1995                                                               | Montevideo                                                              | Colombia                                                                | 4 – 1                                                                   | Stati Uniti                                                             | Coppa America 1995 - Finale 3º posto                                    | 1                                                                       |                                                                         |
| 6-9-1995                                                                | Londra                                                                  | Inghilterra                                                             | 0 – 0                                                                   | Colombia                                                                | Amichevole                                                              | -                                                                       | Ammonizione                                                             |
| 29-11-1995                                                              | Los Angeles                                                             | Messico                                                                 | 2 – 2                                                                   | Colombia                                                                | Amichevole                                                              | -                                                                       |                                                                         |
| 20-12-1995                                                              | Manaus                                                                  | Brasile                                                                 | 3 – 1                                                                   | Colombia                                                                | Amichevole                                                              | -                                                                       |                                                                         |
| 24-4-1996                                                               | Barranquilla                                                            | Colombia                                                                | 1 – 0                                                                   | Paraguay                                                                | Qual. Mondiali 1998                                                     | -                                                                       |                                                                         |
| 29-5-1996                                                               | Miami                                                                   | Colombia                                                                | 1 – 0                                                                   | Scozia                                                                  | Amichevole                                                              | -                                                                       |                                                                         |
| 2-6-1996                                                                | Lima                                                                    | Perù                                                                    | 1 – 1                                                                   | Colombia                                                                | Qual. Mondiali 1998                                                     | -                                                                       | 51’                                                                     |
| 7-7-1996                                                                | Barranquilla                                                            | Colombia                                                                | 3 – 1                                                                   | Uruguay                                                                 | Qual. Mondiali 1998                                                     | -                                                                       | 5’                                                                      |
| 9-10-1996                                                               | Quito                                                                   | Ecuador                                                                 | 0 – 1                                                                   | Colombia                                                                | Qual. Mondiali 1998                                                     | -                                                                       | 61’                                                                     |
| 10-11-1996                                                              | La Paz                                                                  | Bolivia                                                                 | 2 – 2                                                                   | Colombia                                                                | Qual. Mondiali 1998                                                     | 1                                                                       | 34’ 77’                                                                 |
| 15-12-1996                                                              | San Cristóbal                                                           | Venezuela                                                               | 2 – 2                                                                   | Colombia                                                                | Qual. Mondiali 1998                                                     | -                                                                       |                                                                         |
| 12-2-1997                                                               | Barranquilla                                                            | Colombia                                                                | 0 – 1                                                                   | Argentina                                                               | Qual. Mondiali 1998                                                     | -                                                                       | 50’                                                                     |
| 30-4-1997                                                               | Barranquilla                                                            | Colombia                                                                | 0 – 1                                                                   | Perù                                                                    | Qual. Mondiali 1998                                                     | -                                                                       |                                                                         |
| 20-7-1997                                                               | Barranquilla                                                            | Colombia                                                                | 1 – 0                                                                   | Ecuador                                                                 | Qual. Mondiali 1998                                                     | -                                                                       | 61’                                                                     |
| 6-8-1997                                                                | Kingston                                                                | Giamaica                                                                | 1 – 0                                                                   | Colombia                                                                | Amichevole                                                              | -                                                                       | 70’                                                                     |
| 20-8-1997                                                               | Barranquilla                                                            | Colombia                                                                | 3 – 0                                                                   | Bolivia                                                                 | Qual. Mondiali 1998                                                     | -                                                                       |                                                                         |
| 10-9-1997                                                               | Barranquilla                                                            | Colombia                                                                | 1 – 0                                                                   | Venezuela                                                               | Qual. Mondiali 1998                                                     | -                                                                       | 75’                                                                     |
| 16-11-1997                                                              | Buenos Aires                                                            | Argentina                                                               | 1 – 1                                                                   | Colombia                                                                | Qual. Mondiali 1998                                                     | -                                                                       | Ammonizione                                                             |
| 25-3-1998                                                               | Bogotà                                                                  | Colombia                                                                | 0 – 0                                                                   | Jugoslavia                                                              | Amichevole                                                              | -                                                                       |                                                                         |
| 23-5-1998                                                               | New York                                                                | Colombia                                                                | 2 – 2                                                                   | Scozia                                                                  | Amichevole                                                              | 1                                                                       |                                                                         |
| 30-5-1998                                                               | Francoforte sul Meno                                                    | Germania                                                                | 3 – 1                                                                   | Colombia                                                                | Amichevole                                                              | -                                                                       | 57’                                                                     |
| 3-6-1998                                                                | Bruxelles                                                               | Belgio                                                                  | 2 – 0                                                                   | Colombia                                                                | Amichevole                                                              | -                                                                       | 46’                                                                     |
| 15-6-1998                                                               | Lione                                                                   | Colombia                                                                | 0 – 1                                                                   | Romania                                                                 | Mondiali 1998 - 1º turno                                                | -                                                                       |                                                                         |
| 22-6-1998                                                               | Montpellier                                                             | Colombia                                                                | 1 – 0                                                                   | Tunisia                                                                 | Mondiali 1998 - 1º turno                                                | -                                                                       | 56’                                                                     |
| 26-6-1998                                                               | Lens                                                                    | Colombia                                                                | 0 – 2                                                                   | Inghilterra                                                             | Mondiali 1998 - 1º turno                                                | -                                                                       |                                                                         |
| 13-10-1999                                                              | Córdoba                                                                 | Argentina                                                               | 2 – 1                                                                   | Colombia                                                                | Amichevole                                                              | -                                                                       | Ammonizione                                                             |
| 28-3-2000                                                               | Bogotà                                                                  | Colombia                                                                | 0 – 0                                                                   | Brasile                                                                 | Qual. Mondiali 2002                                                     | -                                                                       |                                                                         |
| 26-4-2000                                                               | La Paz                                                                  | Bolivia                                                                 | 1 – 1                                                                   | Colombia                                                                | Qual. Mondiali 2002                                                     | -                                                                       | 4’                                                                      |
| 4-6-2000                                                                | Bogotà                                                                  | Colombia                                                                | 3 – 0                                                                   | Venezuela                                                               | Qual. Mondiali 2002                                                     | -                                                                       |                                                                         |
| 29-6-2000                                                               | Bogotà                                                                  | Colombia                                                                | 1 – 3                                                                   | Argentina                                                               | Qual. Mondiali 2002                                                     | -                                                                       |                                                                         |
| 3-6-2001                                                                | Buenos Aires                                                            | Argentina                                                               | 3 – 0                                                                   | Colombia                                                                | Qual. Mondiali 2002                                                     | -                                                                       |                                                                         |
| Totale                                                                  |                                                                         | Presenze (9º posto)                                                     | 84                                                                      |                                                                         | Reti (6º posto)                                                         | 17                                                                      |                                                                         |

## Palmarès

### Giocatore

#### Club

##### Competizioni internazionali
- Coppa del mondo per club: 1

Corinthians: 2000

##### Competizioni nazionali
- Campionato colombiano: 2

América de Cali: 1990, 1992
- Campionato brasiliano: 3

Palmeiras: 1994
Corinthians: 1998, 1999

##### Competizioni statali
- Campionato paulista: 4

Palmeiras: 1994, 1996
Corinthians: 1997, 1999

### Individuale
- Equipo Ideal de América: 2

1993, 1999